# Witigowo
Witigowo (* im 10. Jahrhundert; † 16. Juni 997 in Reichenau) war von 985 bis 996 Abt des Klosters Reichenau.

## Leben und Wirken

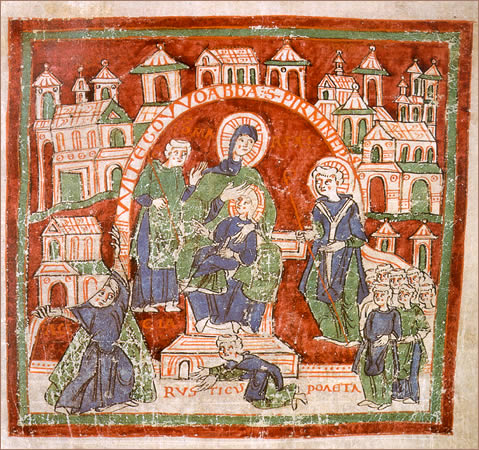
Reichenauer Malschule: Widmungsbild der Gesta Witigowonis. Badische Landesbibliothek, Cod. Aug. perg. 205, fol. 72^{r}

Bevor Witigowo im August 985 von Otto III. zum Abt ernannt wurde, war er Mönch im Kloster Reichenau.
Das Wirken von Witigowo wurde 995 anlässlich des zehnjährigen Abtsjubiläums von dem Reichenauer Mönch Purchard in einer Biographie, dem Carmen de gestis Witigowonis abbatis, gemeinhin bekannt als Gesta Witigowonis, beschrieben. Im Mittelpunkt von Witigowos Abbatiat stand dem Bericht Purchards zufolge vor allem eine vielfältige Bautätigkeit auf der Reichenau. In vielen Teilen ist die Biographie eine Aufzählung von seinen Verdiensten um den Schmuck der Reichenauer Kirchen und die Heiligenverehrung.
996 trat Witigowo von seinem Amt zurück. Die genauen Umstände, die ihn zur Abdankung genötigt haben, sind unbekannt und können nur vermutet werden. Offenbar hatte er innerhalb seines Konvents zahlreiche Gegner, die ihn aufgrund seiner Baufreude, den damit verbundenen immensen Baukosten sowie seiner häufigen Abwesenheit im Dienste Ottos III. kritisierten.

### Bautätigkeit
Witigowo gestaltete nicht nur das Reichenauer Münster um, indem er das Langhaus verlängern und erhöhen sowie einen neuen Altar zur Verehrung des heiligen Markus aufstellen ließ, sondern errichtete im Umkreis des Münsters auch zahlreiche Kapellen und Kirchen. Bereits 985 wurde auf seine Veranlassung hin eine Kirche zu Ehren des heiligen Januarius erbaut, 986 eine Kapelle zu Ehren des Klostergründers Pirmin und 992 eine dem heiligen Bartholomäus geweihte Kirche sowie eine Erasmus- und Herakliuskapelle.
Ferner ließ er 995 in unmittelbarer Nachbarschaft zur Klosterkirche eine Pfalz für Kaiser Otto III. errichten. Ob sich Otto III. jemals dort aufhielt, ist allerdings nicht bekannt. Das Pfalzgebäude diente den Reichenauer Äbten jedoch bis ins 13. Jahrhundert als Wohnsitz sowie als Quartier für Könige, Kaiser und andere hohe Gäste.
Witigowo galt als Freund der Künste und ließ die Klosterräume mit zahlreichen Gemälden ausstatten. Außerdem erlebte die Reichenauer Malschule während seiner Amtszeit ihren künstlerischen Höhepunkt. Sehr wahrscheinlich wurden auch die Wandmalereien in der Oberzeller Georgskirche in seinem Auftrag angefertigt.

### Bindung zu König- und Papsttum
Abt Witigowo hatte auch einen bedeutenden Einfluss auf die Politik Ottos III. Sein enges, vertrauensvolles Verhältnis zum Herrscher zeigt sich nicht nur darin, dass er ihm zu Ehren auf der Klosterinsel eine Pfalz erbauen ließ, sondern auch anhand zweier Romreisen, die er im Gefolge des Königs unternahm. Im April 990 bestätigte der König die dem Kloster Reichenau bereits gewährten Privilegien, insbesondere die Immunität, die Zollfreiheit, bestimmte Zehntrechte sowie das Abtswahlrecht.
Im Jahre 996 wohnte Witigowo Ottos Kaiserkrönung in Rom bei und nutzte seinen Romaufenthalt auch dazu, die Bindung seines Klosters an das Papsttum zu intensivieren. Bereits 990 hatte Papst Johannes XV. dem Reichenauer Abt die Privilegien seines Klosters bestätigt und ihm eine wertvolle Reliquie, ein Kristallfläschchen mit dem Blut Christi, geschenkt.